# Касымова, Аяулым Танырбергеновна
Аяулым Танырбергеновна Касымова (род. 12 мая 1994) — казахстанская спортсменка, борец вольного стиля, призёрка чемпионатов Азии.

## Биография
Родилась в 1994 году. В 2015 году выиграла Кубок президента Казахстана. В 2016 году заняла 2-е места на престижных международных турнирах на призы Ивана Ярыгина и Александра Медведя. В 2017 году завоевала бронзовую медаль чемпионата Азии и серебряную медаль Азиатских игр по боевым искусствам и состязаниям в помещениях.